# Yūta Tabuse
Yūta Tabuse (田臥勇太?, Tabuse Yūta; Yokohama, 5 ottobre 1980) è un cestista giapponese.
Alto 1,75 m, gioca nel ruolo di playmaker.

## Carriera
È stato il primo giapponese a giocare nella NBA.
Attualmente milita nel Link Tochigi Brex, nel campionato nipponico.

## Palmarès
- NBDL: 1

Albuquerque Thunderbirds: 2005-06
- B.League: 1

Tochigi Brex: 2016-17